# ホワイトカラー

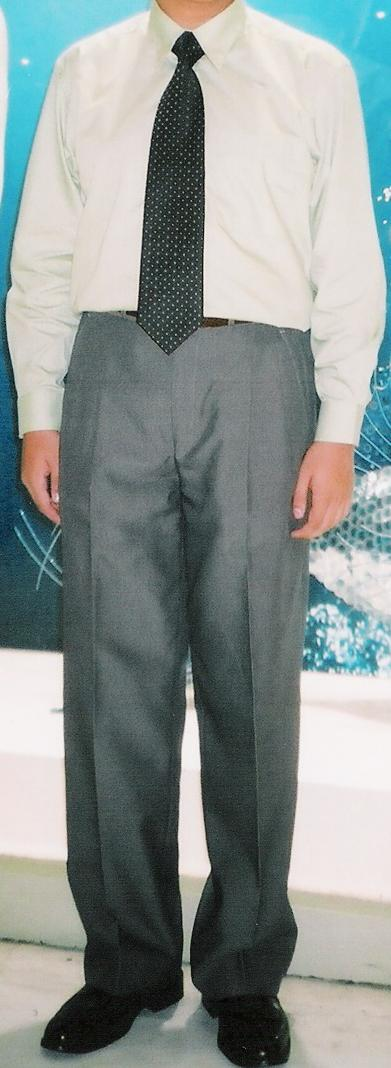
ホワイトカラーを象徴する衣類の例：ワイシャツにネクタイ、スラックスを着用している。

ホワイトカラー（英語: white-collar, white collar; white-collar worker）とは、「白い襟」の意で、広くは事務系の職種一般、つまり企業の管理部門で企画あるいは管理業務などの事務労働に従事する労働者を指す。
対義語はブルーカラー。関連語にはサラリーマンが挙げられる。

## 概要
職業分類の概念であり、現業系（技能的職業）の労働者を指す ブルーカラーに対比される。雇用従業員の中でも、知的ないし技術・開発的労働や事務系、企画・営業・販売系の職に就いている者をいう。オフィスで仕事をしている職員や事務員が、白い襟のワイシャツ（ドレスシャツ）と背広を着用しているのが多いことが、その語源である。
具体的にいえば、専門的職業、技術・開発的職業、中・下級の管理的職業、事務的職業、企画・営業・販売的職業、対人サービスが挙げられ、これら精神労働がホワイトカラーの特徴である。
ブルーカラーと比較すると、賃金水準は高い傾向にあり、生産に直接的に関わることのない非現業的な職種に携わっているため、業務が原因の労働災害が少ない。但し、業務内容の標準化の遅れから、業務量が偏重しがちで精神的負担が大きくなる傾向がある。

## 歴史

### ホワイトカラー職の急増
19世紀後半から20世紀前半にかけて発展した、機械制大工業を基盤とする第二次産業中心の産業化社会では、まずブルーカラーが急増していた。次いで、20世紀半ばから高度産業化が進んだことで、ホワイトカラーの質的な多様化と併せて量的な急増をもたらし、多くの先進国でブルーカラーの数を上回った。職場組織の大規模化と官僚制化による管理スタッフの増大や、大量消費社会の成熟による流通・広告・販売関連の拡充、行政機構の肥大と社会保障施策の充実による公共サービスの増大、情報技術の発達による情報社会化といった第三次産業の発展がホワイトカラーを大量に生み出したのである。

### ブルーカラー職との曖昧化
1970年代以降、ホワイトカラー・ブルーカラー双方の労働現場にコンピュータやITなどの技術革新が導入され始め、労働の機械化・自動化が進んだ。これによって、ブルーカラーは肉体労働から監督労働や判断労働へと移行する一方で、ホワイトカラーは機器操作業務が増え、両者間の差は曖昧となった。
かつて20世紀前半まで、学歴や賃金・報酬、昇進の可能性の違いからホワイトカラーとブルーカラーはそれぞれ異なった階級意識を持っていたが、学歴格差から地位格差まで、ホワイトカラーとブルーカラーの間に存在した格差は高学歴化や賃金水準の平準化に伴って消滅していった。また、マスメディアを中心に、ホワイトカラーとブルーカラーを区別なく「サラリーマン」、または「会社員」とする呼称が普及した。更に、サービス産業の比重の増大によって製造業中心の概念区分では捉えきれない多様な業務も増えたため、ホワイトカラーの範囲も曖昧になりつつある。

### ホワイトカラー内の両極化
就労形態の多様化が、同じ「ホワイトカラー」内でも上層と下層かという両極化が生まれるようになった。下層のホワイトカラーはブルーカラーとの同質化し、そしてホワイトカラー内でも上下両層の異質化つまり二重構造化が進んでいる。

## フェイクワーク・ブルシットジョブ・余剰人員問題
主に大企業ホワイトカラー労働者には、フェイクワーク・ブルシットジョブしかしておらず、解雇しても企業利益や運営に支障がでないような者が多数いることが指摘されている。アメリカでは株主は年金受給者や退職金口座運用者であることが多いため、このタイプのホワイトカラー余剰人員を抱え、企業が人件費を支出していることは、「株主から利益を奪ってしまうこと｣になる。そのため、グーグルやメタのようなアメリカのテック企業にて大規模な余剰解雇を行われるようになった。グーグルCEOのサンダー・ピチャイは、2022年の同社全員参加会議で、｢我々の生産性は全体として、現在の人員数に見合う水準に達していないことを懸念している｣と述べているメタのマーク・ザッカーバーグCEOも、2023年には自社の｢効率化の年｣にすると宣言し、｢管理職が管理職を管理する｣という状態に肥大化している自社組織構造に嫌悪感を示した。